# Dr. Vérdíj
A Dr. Vérdíj (Dr. Bloodmoney, or How We Got Along After the Bomb) Philip K. Dick tudományos-fantasztikus regénye. 1963 végén készült el, de csak két évvel később adták ki.
1966-ban Nebula-díjra jelölték a legjobb regény kategóriában.

## Történet
|  | Alább a cselekmény részletei következnek! |

1972-ben az Amerikai Egyesült Államokban egy föld feletti nukleáris kísérlettel végzett gyakorlat csúfos kudarcot vallott. A nukleáris fegyverek tesztelési projektjét dr. Bluthgeld irányította, ő korábban kijelentette, hogy nincs veszély, de tévedett. A szétterülő sugárzás és a radioaktív csapadék miatt mutációk fordultak elő élő emberekben, újszülötteknél is.
Hoppy Harringtonnak hiányoznak a karjai és a lábai; ő a kísérlet egyik áldozata. 1981-ben egy fellőtt űrhajóban első telepesként Dangerfield és felesége a Marsra repülnek. A kilövést követően nem sokára váratlan atomtámadás következik, ahol senki sem tudja, hogy az Egyesült Államokon kívülről érkezik-e, vagy baráti tűzről van szó. Az embereknek ismét be kell menniük az óvóhelyre, és Dangerfieldék elakadnak a Föld körüli pályán.
Ilyen körülmények között Hoppy Harrington, aki kifejlesztette a pszichokinetikus képességeket, megpróbál bosszút állni a világon. Egész életében zaklatták fokoméliás külseje miatt, és ezt igyekszik kompenzálni. Fokozatosan egyre erősebbé válik. Eközben Dangerfield körbejárja a Földet; nincs lehetősége továbbjutni a Marsra, vagy visszatérni a Földre. Az űrutasok közül az asszony, Lydia öngyilkosságot követett el, a férje hosszú időn keresztül reményt adott a műsoraival a túlélőknek, míg egy rejtélyes betegség le nem döntötte a lábáról.
Marin megyében a túlélők, köztük Bonny Keller, Dr. Stockstill, June Raub és Hoppy Harrington önmagát irányító, fejlődő közösséggé szerveződött. Bluthgeld, Jack Tree névén, a közösségen kívül báránytenyésztőként él. Az egyik kívülállót, Mr. Austuriast, aki a hírhedt Bluthgeldot kereste, Bonny Keller leleplezte, és emiatt a tanárt kivégezték.
Stuart McConchie utazó vállalkozó lett a posztapokaliptikus világban, aki homeosztatikus (öniránytó) robotpatkánycsapdákat árul a háború utáni Berkeley-ben székelő cégnek. Még mindig ragaszkodik háború előtti ambiciózus eladói mentalitásához, McConchie Marin megyébe utazik, hogy találkozzon Andrew Gill-lel, egy cigaretta- és alkoholvállalkozóval, hogy a Berkeley-i székhelyű üzleti érdekek ügynökeként megvitassa az automatizálás újbóli bevezetését a gyárában. A West Marinban való megjelenése megdöbbenti Hoppy Harringtont és Bruno Bluthgeldet, akik mindketten a „vészhelyzet” napján látták utoljára McConchie-t.
Bluthgeld fokozódó pszichózisa végül személyazonosságának felfedezéséhez vezet. Mágikus ereje azonban úgy tűnik, nem teljesen képzeletbeli. A beszélő műhold elhallgattatására irányuló buzgó vágyában úgy tűnik, hogy újabb légköri robbanások sorozatát indítja el. Hoppy, aki potenciális riválisának tekinti őt, valamint közvetlen fenyegetést jelent a közösségre és magára a bolygóra, több mérföldről megöli. Harrington saját pszichokinetikus erejét alkalmazza, amikor az őrült tudóst a magasba löki, majd egyszerűen hagyja, hogy visszazuhanjon a földre. A Marin megyei tanács úgy dönt, hogy köszönetet mond Hoppynak egy emlékmű vagy egy plakett formájában. Gill tisztelete jeléül dohányt, alkoholt ad át neki, de Hoppy megveti ezeket az ajándékokat, mivel azok sokkal szerényebbek, mint amennyit megérdemelne. Bonny Keller aggódni kezd, hogy Hoppy bosszúálló kis bádogistennek állítja be magát, ezért Gill-lel és McConchie-val együtt elmenekül a megyéből, abban a reményben, hogy végül az ő hatalmán kívül kerülhet.
Mindeközben Edie Keller ikertestvére, Bill, egy érző magzat a lány testében, önálló életre vágyik. Bill Keller telepatikusan tud kommunikálni a halottakkal, és azok figyelmeztetik, mennyire veszélyessé válik Hoppy. Amikor Edie közeledik Hoppy házához, Harrington arra használja az erejét, hogy kivonja Billt, abban a reményben, hogy elpusztítja. Little Bill majdnem halálos kalandot él át egy bagoly belsejében, mielőtt végre testcserét hajt végre Hoppyval, ami gyorsan végzetesnek bizonyul Harrington számára. A veszélyessé vált bálványt végre ledöntötték.
Dr. Stockstill rádión keresztül sugárzott pszichoterápiás kezelést kezd Walt Dangerfielddel, aki úgy tűnik, lassan felépül a betegségéből, miután mentesül a féltékeny Hoppy Harrington legyengítő mentális kisugárzása alól.

## Szereplők
- Hoppy Harrington: kezdetben szerelő, majd ezermester, aki rádöbben pszichokinetikus erjére és a hangok tökéletes utánzásának képességére.
- Bruno Bluthgeld (Jack Tree): atomfizikus, téves számításai okozták a háború előtti vészhelyzetet, és világszerte gyűlölet tárgyává tették. Később Jack Tree álnéven juhászként bujkál. Paranoiás, mágikus gondolkodásnak és megalomániának van kitéve.
- Walter Dangerfield: a Mars első gyarmatosítója egy műholdban keringett a Föld körül, és az utolsó rakétakilövésre várt, amikor az atomháború kitört. A pályán elakadva Dangerfield népszerű lemezlovassá válik. Felesége, Lydia nem sokkal a háború kitörése után öngyilkos lett.
- Stuart McConchie: Az afro-amerikai eladó a háború előtt tévékészülékek eladásával foglalkozott. A háború utáni automata csapdák eladására vált, hogy megölje a mutáns állatokat. Optimista személyisége és értékesítési képessége nagyrészt változatlan marad a posztapokaliptikus környezetben is.
- Bonny Keller: Bluthgeld barátja és egykori kollégája, Bonny megpróbálja megvédeni őt, amikor a tudós elbújik. Számos férfival van viszonya, köztük Hal Barnes-szal és Andrew Gill-lel.
- Edie Keller: Bonny Keller és Andrew Gill lánya. Edie mindenkinek elmondja, hogy van egy ikertestvére, akit mindenki képzeletbeli barátnak tart, de valójában egy érző magzat a lány testében, akit Billnek hívnak.
- Bill Keller: Edie testvére, egy magzat a nővére testében. Edie-től függ a létfenntartása és az érzékszerveiről szóló jelentések, a fiú telepatikus kapcsolatban áll a halottakkal.
- Andrew Gill: dohány- és alkoholkereskedő, aki szexuális kapcsolatba kerül Bonny Kellerrel közvetlenül az atomcsapás után, amely során Edie Keller megfogan. Gill szerelmes Bonnyba, és úgy dönt, hogy West Marinban marad, ahol dohányt és likőrt gyárt.
- Eldon Blaine: szemüvegárus, aki először megpróbálja elrabolni Hoppy Harringtont, majd később ellopni Hoppy rádióját a saját közössége számára. Hoppy meggyilkolja.
- Dr. Stockstill: a háború előtt pszichiáterként dolgozott, később általános orvos lesz. Megpróbálja kezelni Bluthgeldet és Dangerfieldet.
- Mr. Austurias: a West Marin iskola tanára és lelkes gombagyűjtő. Megölik, mert Jack Tree személyazonosságát felkutatta.
- Jim Fergesson: A Modern Televízió Szaküzlet és Szerviz tulajdonosa. Elkötelezett a megkülönböztetéstől mentes felvételi gyakorlat mellett, ezért Stuart McConchie-t és Hoppy Harringtont is alkalmazza. Azonnal meghal az atomcsapás során.
- June Raub: a West Marin közösség vezetője, aki élvezi a háború adta lehetőséget, hogy bebizonyíthassa rátermettségét.
- Hal Barnes: Mr. Austurias halála után a West Marin iskola tanára lesz. Viszonyt folytat Bonny Kellerrel, aki gyávának tartja őt.

|  | Itt a vége a cselekmény részletezésének! |

## Megjelenések

### Magyarul
1. Dr. Vérdíj; ford. Pék Zoltán; Agave Könyvek, Bp., 2007 (204 oldal)[2]
2. Dr. Vérdíj; ford. Pék Zoltán; Agave Könyvek, Bp., 2016 (212 oldal)[2]
3. Dr. Vérdíj; ford. Pék Zoltán; Agave Könyvek, Bp., 2021 (242 oldal)

## Fordítás
- Ez a szócikk részben vagy egészben  a   Dr. Bluthgeld, leven na de bom című holland Wikipédia-szócikk ezen változatának fordításán alapul.  Az eredeti cikk szerkesztőit annak laptörténete sorolja fel. Ez a jelzés csupán a megfogalmazás eredetét és a szerzői jogokat jelzi, nem szolgál a cikkben szereplő információk forrásmegjelöléseként.
- Ez a szócikk részben vagy egészben  a   Dr. Bloodmoney, or How We Got Along After the Bomb című angol Wikipédia-szócikk ezen változatának fordításán alapul.  Az eredeti cikk szerkesztőit annak laptörténete sorolja fel. Ez a jelzés csupán a megfogalmazás eredetét és a szerzői jogokat jelzi, nem szolgál a cikkben szereplő információk forrásmegjelöléseként.